# 北京市海淀区博物馆
北京市海淀区博物馆，简称海淀博物馆或海淀区博物馆，位于北京市海淀区中关村大街28-1号，是一家成立于2003年5月的地志性综合博物馆。博物馆在2005年12月26日开馆。馆藏文物由海淀区文管所移交。目前海淀区博物馆已经免费对外开放。

## 历史
2002年8月，海淀博物馆筹备小组正式成立。同年10月17日，来自北京大学、首都博物馆等地的专家开会讨论了海淀博物馆的基本陈列的陈列大纲。2003年5月，海淀区编制办批准成立北京市海淀区博物馆，其性质为“全额拨款公益性事业单位”。8月，海淀博物馆进行了第一次馆藏文物清点。2004年3月2日，海淀博物馆在海淀区政府采购中心进行了“海淀博物馆陈列布展工程”招标，首都博物馆和北京建筑装饰设计工程有限公司组成的联合体中标。10月15日，施工人员进驻馆内，开始馆内装修施工。当年的5月12日，北京市海淀区博物馆在北京市文物局完成注册，成为北京市登记在册的第126家博物馆。2005年11月，海淀博物馆的基本陈列基本完成布展。12月26日，海淀区博物馆正式对外开放。2006年7月1日，海淀区博物馆列入北京市免费开放博物馆名单。2011年9月，博物馆闭馆，对原有基本陈列“心灵与历史的对话——海淀历史文物展”进行改陈。2012年5月17日，改陈完毕，博物馆重新开馆。
海淀博物馆设在中关村大街海淀文化艺术大厦地下一层，展厅面积有限。2009年，媒体报道海淀区打算迁建海淀博物馆，新址位于海淀公园北门，展厅面积可以达到原面积的6倍，报道称新馆将在2009年10月1日前开馆。然而，搬迁未能如期进行，此后媒体再无有关此事的报道，但是海淀博物馆的官方网站上显示海淀区和海淀博物馆在2009年、2010年一直在准备博物馆的搬迁工作。

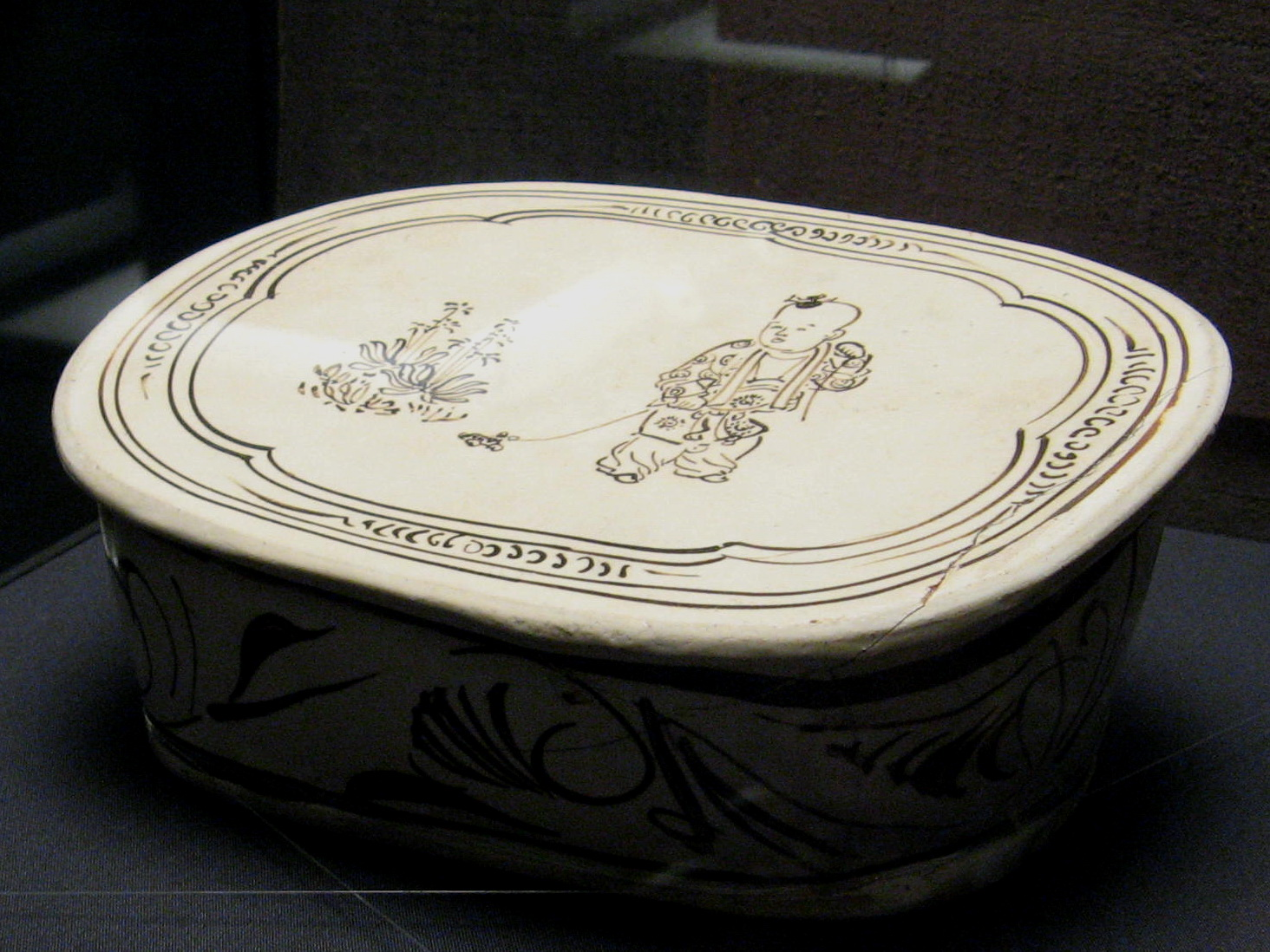
宋代磁州窑白瓷黑彩婴戏图枕，1988年北京植物园出土

## 展览
2012年5月16日重新开馆后，海淀博物馆的常设展览为“沉香越千年——海淀历史文物展”。展览展出自旧石器时代至清朝末年的文物，共400件余。展览分“史前时期的海淀”、“夏、商、周时期的海淀”、“秦、汉时期的海淀”、“魏晋、北朝时期的海淀”、“隋唐、五代时期的海淀”、“辽、宋、金时期的海淀”、“元朝时期的海淀”、“明朝时期的海淀”、“清朝时期的海淀”九个板块。展出的文物以海淀区出土的文物为主。
除此之外，博物馆还会不定时地推出一些临时展览。海淀博物馆曾经举办的展览有“样式雷展”、“清代皇室书画展”、“北京西派皮影遗珍展”等。

## 参观服务
博物馆目前免费开放，观众可携带身份证件直接来馆，不必预约。开放时间为周二至周日的上午9:00至16:30，下午16:15停止入馆。

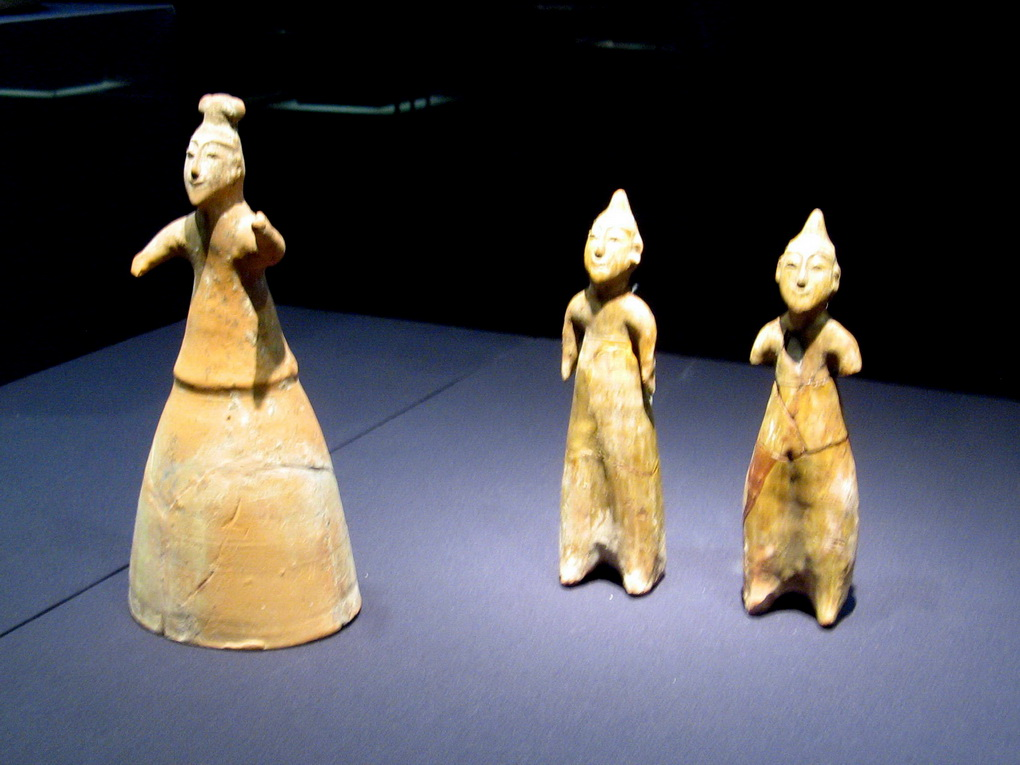
青釉陶男立俑，三国（魏），1987年出土于北京西八里庄